# CAME Treviso Calcio a 5
La CAME Treviso Calcio a 5 Società Sportiva Dilettantistica, nota semplicemente come CAME Treviso, è una squadra italiana di calcio a 5 con sede a Treviso.

## Storia

### Gli inizi (2002-2005)
Fondata nel 2002 da Alessandro Zanetti e Denis Casarin come Color Service Treviso C5, nelle prime stagioni della sua storia la società disputa stabilmente la Serie D nel girone di Treviso, arrivando a sfiorare la promozione i C2 nel 2005. 

### L'avvento della CAME (2005-)
L'impulso allo sviluppo della disciplina e alla trasformazione di un gruppo di amici in una vera società dilettantistica coincide con la sponsorizzazione della CAME, impresa locale leader nell'automazione. Nella stagione 2005-2006 infatti arriva la promozione in C2 e la vittoria in Coppa Veneto. La simbiosi con l'azienda diventa più stretta nella successiva annata, quando la società assume la denominazione CAME Dosson Calcio a 5. Nei campionati regionali la CAME disputa quattro stagioni, vincendo un torneo di serie C2 (2007-08) e due anni più tardi quello di serie C1; anche nella fase regionale di Coppa Italia la squadra si comporta bene, raggiungendo nell'edizione 2008-09 la finale persa tuttavia contro l'Acinque Venezia per 4-7. 
Il 2010-11 segna l'esordio nei campionati nazionali: la giovane compagine trevigiana conclude la stagione regolare al settimo posto, sfiorando i play-off. Nella stagione seguente la squadra raggiunge la salvezza solamente all'ultima giornata; al termine del campionato la società decide di cambiare guida tecnica affidandosi all'emergente Simone Zanella. Dopo aver trascorso la maggior parte del campionato 2012-13 al primo posto in solitario, la squadra vede svanire la promozione diretta a tre giornate dal termine, venendo sopravanzata dall'Atletico Arzignano Cornedo. Giunta esausta nella regular season, la CAME è eliminata già al secondo turno dei play-off, completando l'annus horribilis con la sconfitta nella finale di Coppa Italia di categoria. Anche nella stagione seguente la squadra è protagonista di un campionato vertice, dando vita con Carrè Chiuppano e Arzignano a un entusiasmante corsa a tre per il primo posto, vinto proprio dai trevigiani che al termine della stagione regolare staccano di un solo punto le due formazioni vicentine, che concludono appaiate. 
Nel 2014-2015 la CAME Dosson disputa per la prima volta la serie A2. Rinforzatisi con l'innesto di due giocatori di esperienza quali Bellomo e Belsito, fin dalle prime battute del campionato i dossonesi si mettono in luce come squadra rivelazione, centrando la qualificazione in Coppa Italia di Serie A2 che organizzano, in collaborazione con il Villorba, presso il Palateatro di Fontane (dove però vengono eliminati in semifinale). La stagione regolare si conclude al quarto posto, mentre nei playoff la squadra esce sconfitta nel primo turno contro il PesaroFano. Al termine di un triennio ricco di soddisfazioni, il 7 maggio 2015 la società annuncia la separazione consensuale di Simone Zanella, sostituito dal brasiliano Sylvio Rocha che guiderà la squadra nella stagione 2015-16. Proprio questa sarà la stagione più prolifica per la CAME, che prima, nel marzo 2016, vince a Pesaro la Coppa Italia di categoria battendo in finale l'Imola Castello Futsal (0-1), e pochi mesi dopo conquista la sua prima promozione in Serie A.
La stagione 2016-2017, prima in massima serie, vede i trevigiani rinforzare la rosa con gli arrivi di giocatori d'esperienza quali Boaventura, Miraglia, Schiochet e, nella finestra invernale di mercato, di Alemao e Vieira. Nonostante questo la stagione si chiude all'11º posto, con la salvezza raggiunta nei playout ai danni dell'Isola.
L'estate 2017 vede gli arrivi di Grippi, Rangel, di Guida, del portiere campione d'Italia Luca Morassi e il ritorno di Michel Sviercoski. Numerose sono però anche le cessioni, quali quelle di Boaventura e Miraglia ceduti al neopromosso Pesaro, e quelle di Vavà e Bordignon. Fin da subito il CAME diventa la sorpresa del campionato, chiudendo il girone d'andata al terzo posto (battendo squadre quotate come Acqua e Sapone e Napoli) e guadagnando per la prima volta la qualificazione alla Final eight. A partire dalla stagione 2023-2024 la società si trasferisce a Treviso, adeguando la propria denominazione in "CAME Treviso C5".

## Cronistoria
| Cronistoria della CAME Treviso C5 |
| --- |
| - 2002 · Fondazione della Color Service Treviso C5. - 2002-03 · ? nel girone ? di Serie D Veneto. - 2003-04 · 8ª nel girone ? di Serie D Veneto. - 2004-05 · 2ª nel girone ? di Serie D Veneto. Finalista play-off promozione. - 2005-06 · 1ª nel girone ? di Serie D Veneto. Promossa in Serie C2. Vince la Coppa Veneto di Serie D (1º titolo). - 2006 · Assume la denominazione CAME Dosson C5. - 2006-07 · 5ª nel girone D di Serie C2 Veneto. 1ª fase di Coppa Veneto di Serie C2. - 2007-08 · 1ª nel girone D di Serie C2 Veneto. Promossa in Serie C1. Sedicesimi di finale di Coppa Veneto di Serie C2. - 2008-09 · 8ª in Serie C1 Veneto. Finalista di Coppa Italia regionale. Finalista di Supercoppa del Veneto. - 2009-10 · 1ª in Serie C1 Veneto. Promossa in Serie B. 1ª fase di Coppa Italia regionale. - 2010-11 · 7ª nel girone B di Serie B. 1ª fase di Coppa Italia di Serie B. - 2011-12 · 9ª nel girone B di Serie B. - 2012-13 · 2ª nel girone B di Serie B. 2º turno play-off promozione. Finalista di Coppa Italia di Serie B. - 2013-14 · 1ª nel girone B di Serie B. Promossa in Serie A2. Quarti di finale di Coppa Italia di Serie B. - 2014-15 · 4ª nel girone A di Serie A2. Semifinalista play-off promozione. Semifinalista di Coppa Italia di Serie A2. - 2015-16 · 1ª nel girone A di Serie A2. Promossa in Serie A. Vince la Coppa Italia di Serie A2 (1º titolo). - 2016-17 · 11ª in Serie A. Vince i play-out. 1ª fase di Winter Cup. - 2017-18 · 4ª in Serie A. Semifinalista play-off scudetto. Semifinalista di Coppa Italia. 3º turno di Coppa della Divisione. - 2018-19 · 7ª in Serie A. Quarti di finale play-off scudetto. Quarti di finale di Coppa Italia. Semifinalista di Coppa della Divisione. Semifinalista di Supercoppa italiana. - 2019-20 · 4ª in Serie A. Quarti di finale di Coppa della Divisione. - 2020-21 · 3ª in Serie A. Semifinalista play-off scudetto. Quarti di finale di Coppa Italia. - 2021-22 · 13ª in Serie A. Vince i play-out. - 2022-23 · 6ª in Serie A. Quarti di finale play-off scudetto. 1º turno di Coppa Italia. Ottavi di finale di Coppa della Divisione. - 2023 · Spostamento della sede a Treviso. Assume la denominazione CAME Treviso C5. - 2023-24 · 13ª in Serie A. 1º turno di Coppa Italia. 1º turno di Coppa della Divisione. - 2024-25 · 12ª in Serie A. Fase a gironi di Coppa della Divisione. |

## Partecipazioni ai campionati
| Livello | Categoria | Partecipazioni | Debutto   | Ultima stagione |
| ------- | --------- | -------------- | --------- | --------------- |
| 1º      | Serie A   | 7              | 2016-2017 | 2022-2023       |
| 2º      | Serie A2  | 2              | 2014-2015 | 2015-2016       |
| 3º      | Serie B   | 4              | 2010-2011 | 2013-2014       |
| 4º      | Serie C1  | 2              | 2008-2009 | 2009-2010       |
| 5º      | Serie C2  | 2              | 2006-2007 | 2007-2008       |
| 6º      | Serie D   | 4              | 2002-2003 | 2005-2006       |

## Allenatori
- 2002-2004 · ?
- 2004-2005 ·  Fabio Codato
- 2005-2009 ·  Massimo Tabarin
- 2009-2010 ·  Andrea Urbisaglia e  Nicola Sajeva
- 2010-2012 ·  Andrea Urbisaglia
- 2012-2015 ·  Simone Zanella
- 2015- ·  Sylvio Rocha

## Palmarès

### Competizioni nazionali
- Campionato di Serie A2: 1
  - 2015-16  (girone A)
- Coppa Italia di Serie A2: 1
  - 2015-16
- Campionato di Serie B: 1
  - 2013-14  (girone B)

### Competizioni regionali e provinciali
- Campionato di Serie C1: 1
  - 2009-10
- Campionato di Serie C2: 1
  - 2007-08

- Campionato di Serie D: 1
  - 2005-06

- Coppa Veneto di Serie D
  - 2005-06

### Competizioni giovanili
- Campionato Juniores
  - 2010-11

### Altri piazzamenti
- Coppa Disciplina Serie A2
  - 2015-16

## Palazzetto
Fin dalla sua fondazione il CAME gioca nel palazzetto dello sport di via Enrico Fermi a Dosson. Con la promozione in Serie A si è però iniziato a parlare di dotare la città (e conseguentemente la squadra) di un impianto più capiente.
Dalla stagione 2023/24 la società ha iniziato a giocare le sue partite nel palazzetto di Ponzano Veneto(TV) in sostituzione del precedente a Dosson di Casier, più piccolo e meno capiente.

## Società
- Alessandro Zanetti - Presidente
- Mario De Poli - Vicepresidente
- Andrea Cestaro - Team manager
- Alessandro Casagrande - Addetto stampa
- Ciro Donnarumma - Segretario
- Silvia Conte - Medico
- Sylvio Rocha - Allenatore prima squadra e Under-15
- Adriano Sottana - Collaboratore tecnico
- Federico Tubia - Dirigente
- Ignazio Sanfilippo - Dirigente
- Manuel Ramoti - Dirigente accompagnatore Under-19
- Angelo Ditano - Dirigente accompagnatore Under-19
- Stefano Miccolis - Allenatore esordienti e giovanissimi
- Denis Casarin - Allenatore pulcini
- Maurizio Pian - Allenatore piccoli amici

- 2002-2005: Color Service Zanetti srl  (Vernici)
- 2005-oggi: CAME Spa  (Cancelli automatici)